# Keletnémet labdarúgó-szuperkupa
A Keletnémet labdarúgó-szuperkupa (hivatalos nevén: DFV-Supercup) egy 1989-ben alapított, az NDK labdarúgó-szövetség által kiírt kupa volt. Mindössze egyetlen alkalommal, 1989-ben rendezték meg.

## Kupadöntők
| Év   | Győztes    | Eredmény | Döntős         |
| ---- | ---------- | -------- | -------------- |
| 1989 | BFC Dynamo | 4 – 1    | Dynamo Dresden |